# Еверлі (фільм)
Еверлі (англ. Everly) –  трилер американського режисера Джо Лінча, знятий на студії Crime Scene Pictures.

## У головних ролях
- Сальма Гайєк
- Хіроюкі Ватанабе[en]
- Дженніфер Бланк[en]
- Тоґо Іґава[en]
- Керолайн Чікезі[en]

## Короткий опис
Еверлі повинна померти сьогодні. Так вирішив її колишній –  голова бойовиків якудзи. Він навіть вирішив, як вона повинна померти –  не відразу, відчувши максимум болю і страху. Єдине, чого він не врахував –  жінка, доведена до відчаю, здатна на неможливе.
Вона одна в квартирі, в будівлі, яку контролює її колишній. Еверлі не тішить себе ілюзією –  їй не вийти звідси живою. Але вона вміє стріляти, і їй є заради чого боротися за життя.
Божевільний екшн, в епіцентрі якого –  сексуальна та небезпечна жінка.